# Enrico IV, parte I
Enrico IV, Parte prima è un dramma storico di William Shakespeare in cinque atti composto nel 1597: è seguito dalla parte seconda, scritta nel 1598.
Il dramma, che ripercorre le vicende storiche del monarca Enrico IV d'Inghilterra, è un'opera monumentale tanto da essere stata divisa dal drammaturgo in due parti da cinque atti ciascuna. Si tratta idealmente del seguito del Riccardo II, nel quale si narrano le vicende del monarca Riccardo II d'Inghilterra, al quale Enrico IV usurpò il trono. Alle due parti dell'Enrico IV succede, a completamento della tetralogia sulla storia monarchica inglese denominata Enrieide, l'Enrico V.
Fin dalla sua prima rappresentazione, è diventato estremamente popolare sia per il pubblico che per la critica.

## Trama
Enrico Bolingbroke, ora re Enrico IV, cerca di gestire il suo regno nonostante la personale inquietudine per l'usurpazione del suo predecessore Riccardo II. Le sue preoccupazioni potrebbero risolversi con una crociata in terra santa, ma i problemi ai confini con la Scozia e il Galles rendono imprudente la partenza. Inoltre sono in aumento i suoi contrasti con la famiglia Percy, che lo ha aiutato a salire al trono, e con Edmund Mortimer, l'erede originariamente scelto da Riccardo II.
Ad angustiare re Enrico c'è anche il comportamento di suo figlio primogenito ed erede Enrico ("Hal"), il principe di Galles. Il giovane ha abbandonato la corte reale per passare il suo tempo nelle taverne con i compagni di bassifondi; ciò lo rende oggetto di disprezzo per i nobili e mette in discussione la sua dignità reale. Amico di Hal è Sir John Falstaff, un vecchio cavaliere grasso, alcolizzato e corrotto dotato però di un carisma e una gioia di vivere che affascinano il principe.
Nel corso dello spettacolo sono presentati tre gruppi di personaggi che all'inizio interagiscono minimamente, per poi unirsi nella battaglia di Shrewsbury, dove verrà decretato il successo della ribellione: Enrico IV e i suoi consiglieri (Enrico è il motore dell'opera, ma rimane principalmente sullo sfondo); i ribelli, tra cui spiccano l'energico Arrigo Percy ("Hotspur"), il conte di Norhumberland suo padre, suo zio Tommaso Percy, conte di Worcester (alla guida del gruppo); il conte scozzese di Douglas, Edmondo Mortimer e il gallese Owen Glendower; infine, il giovane principe Hal e i suoi compagni di scorribande Falstaff, Poins, Bardolfo e Peto, astuti e votati all'edonismo.
All'inizio dello spettacolo, il re è arrabbiato con Arrigo per aver rifiutato di consegnargli gran parte dei prigionieri catturati in un recente intervento contro gli scozzesi a Holmedon. Hotspur, da parte sua, vorrebbe che il re facesse rilasciare Edmondo Mortimer (fratello di sua moglie), recluso dal gallese Owen Glendower. Enrico rimprovera Mortimer per il suo comportamento sleale e tratta malamente i Percy, arrivando a minacciarli. Umiliati e allarmati dall'atteggiamento del re nei loro confronti, i Percy si alleano con i gallesi e gli scozzesi con l'intento di spodestare il sovrano dal trono. La ribellione fermenta nel corso del secondo atto.
Nel frattempo Hal, il figlio di Enrico, passa il suo tempo facendo baldoria, bevendo e rubando con Falstaff e i suoi soci; pur avendo in simpatia Falstaff, non intende essere come lui e si diverte a prenderlo in giro. In un'occasione, con la complicità di Poins, si traveste per terrorizzare il vecchio e tre suoi amici, sottraendo loro il bottino che si sono appena procurati rapinando alcuni uomini, divertendosi ad ascoltare il resoconto esagerato di Falstaff in seguito prima di restituire il denaro rubato. All'inizio dello spettacolo Hal informa il pubblico che questa sua fase "irrequieta" giungerà presto al termine e che riprenderà il suo legittimo posto dimostrandosi degno di suo padre e della corona attraverso qualche (non specificata) nobile impresa. Hal ritiene che questo suo cambiamento gli porterà un maggior riconoscimento del principato e il rispetto dei membri della corte.
La rivolta di Mortimer e dei Percy permette a Hal di realizzare il suo obiettivo; il principe fa pace con suo padre e ottiene un alto comando, giurando di combattere e uccidere il ribelle Hotspur e ordinando a Falstaff di mettersi alla guida di un gruppo di fanti per recarsi sul luogo dello scontro imminente a Shrewsbury.
La battaglia è determinante, perché se i ribelli ottengono anche solo uno stallo otterrebbero comunque un vantaggio, avendo altri alleati in attesa. L'esercito di Enrico è più numeroso, ma Hotspur guida le sue truppe in battaglia ugualmente; la giornata passa e il re viene tormentato all'idea di perdere. Il principe Hal e Hotspur si sfidano a un duello dopo essersi incontrati e il futuro re, diventato un fiero guerriero a tutti gli effetti, prevale e uccide l'avversario.
Intanto Falstaff ha abusato dei favori del re, facendosi corrompere da uomini abili che desideravano sottrarsi dal servizio e portando invece in battaglia i più poveri, trattenendo il loro salario quando vengono inevitabilmente uccisi. Rimasto solo durante gli scontri, si finge morto con disonore per evitare pericoli e viene compianto da Hal. Dopo la sconfitta di Hotspur, Falstaff pugnala il suo cadavere alla gamba per rivendicare la sua uccisione; Hal decide di lasciare correre la sua menzogna e gli concede la grazia, al che Falstaff giura di voler cambiare la sua vita e di ripulirsi per iniziare a vivere come un nobile.
Lo spettacolo si conclude a Shrewsbury, dopo la battaglia. La morte di Hotspur abbatte i ribelli e le forze di Enrico prevalgono; il re è soddisfatto, riuscendo anche a giustiziare Tommaso Percy, uno dei suoi principali nemici. Hal mostra la sua misericordia regale ordinando il rilascio del valoroso Douglas senza riscatto. La guerra, tuttavia, continua: le forze del re devono fare i conti con l'arcivescovo di York, che si è alleato con Northumberland e con le forze di Mortimer e Glendower (storia che continuerà in Enrico IV, parte II).

## Origini

### Composizione e stampa
Il dramma venne registrato nello Stationers' Register il 25 febbraio 1598, mentre la prima stampa in quarto si ebbe nello stesso anno ad opera di Andrew Wise.

## Contesto storico
Il dramma di Shakespeare copre, con le sue due parti, il periodo del regno di Enrico IV che intercorre dal 1399, data di usurpazione del trono, al 1413, anno della morte del sovrano. Il re, che prima di spingere Riccardo II ad abdicare portava il nome di Henry Bolingbroke, è presentato come un uomo tormentato dall'uccisione del suo predecessore, avvenuta secondo Shakespeare per mano di uno dei sostenitori dei Bolingbroke. In realtà, storicamente non vi è prova di tale fatto.
La prima parte del dramma si chiude nel momento della frattura tra il re e la nobile famiglia dei Percy, che lo avevano aiutato a placare le rivolte scozzesi ma, rifiutatisi di consegnare i nobili scozzesi al sovrano, si alleano a loro e gli si rivoltano contro.

## Rappresentazioni e adattamenti
Il film di Gus van Sant Belli e dannati è liberamente ispirato all'Enrico IV, alla stessa stregua del Falstaff di Orson Welles.